# طالم سه‌شنبه
طالم سه شنبه، روستایی است از توابع بخش سنگر شهرستان رشت در استان گیلان ایران.
طالم سه‌شنبه یک روستای زیبا است از وسط این روستا یک جاده عبور می‌کند که راه ارتباطی بین شهر سنگر و جاده تهران است

## جمعیت
این روستا در دهستان اسلام‌آباد قرار دارد و براساس سرشماری مرکز آمار ایران در سال ۱۳۸۵، جمعیت آن ۷ خانوار بوده‌است.